# Val de Saône
Pour les articles homonymes, voir Val de Saône (homonymie).
Le Val de Saône est une des neuf subdivisions de la métropole de Lyon. Situé au nord de l'agglomération, dans le département du Rhône, elle regroupe seize communes situées de part et d'autre de la Saône, entre la côtière de la Dombes à l'Est et le flanc des monts d'Or à l'Ouest. La totalité de ces communes appartenaient au canton de Neuville-sur-Saône une ancienne subdivistion administrative française, liée au département du Rhône, supprimée le 1er janvier 2015.
Les communes de la rive gauche de la Saône composaient en partie la province historique du Franc-Lyonnais.
En 2008, le Val de Saône représentait 14 % de la surface totale du Grand Lyon, 4 % de sa population et 2 % de ses emplois salariés privés.

## Communes concernées
Sur la rive gauche (du nord au sud)
- Genay
- Neuville-sur-Saône
- Montanay
- Fleurieu-sur-Saône
- Rochetaillée-sur-Saône
- Fontaines-sur-Saône
- Fontaines-Saint-Martin
- Cailloux-sur-Fontaines

Sur la rive droite (du nord au sud)
- Quincieux
- Saint-Germain-au-Mont-d'Or
- Curis-au-Mont-d'Or
- Poleymieux-au-Mont-d'Or
- Albigny-sur-Saône
- Collonges-au-Mont-d'Or
- Couzon-au-Mont-d'Or
- Saint-Romain-au-Mont-d'Or